# Danh sách vua Sparta
Danh sách vua Sparta kể chi tiết về các nhà lãnh đạo quan trọng của thành bang Sparta tại Hy Lạp ở Peloponnesus. Sparta trông hơi khác với các thành bang Hy Lạp ở chỗ nó duy trì vương quyền trải qua thời kỳ cổ xưa. Thậm chí còn bất thường hơn ở chỗ có hai vua cùng một lúc, gọi là Archagetai bắt nguồn từ hai dòng tộc riêng biệt. Theo truyền thống của người Sparta thì hai dòng tộc Agiad và Eurypontid, lần lượt được truyền từ cặp song sinh Eurysthenes và Procles, hậu duệ của Heracles được cho là đã chinh phục Sparta trải qua hai thế hệ sau cuộc chiến thành Troia. Tuy nhiên, các triều đại lại được đặt theo tên những đứa cháu của cặp song sinh là các vua Agis I và Eurypon. Dòng tộc Agiad được coi là cao quý hơn dòng tộc Eurypontid. Mặc dù đây là danh sách vua Sparta với ngụ ý từ thời xa xưa nhưng có rất ít bằng chứng cho sự tồn tại của bất kỳ vị vua nào trước giữa thế kỷ thứ 6 TCN, hay như vậy. Vua Sparta thường nhận được sự tôn vinh anh hùng sau khi mất giống như các vị vua Cyrene của người Doria. Những đứa con đầu lòng của nhà vua thì hiển nhiên sẽ là người kế vị, chỉ những đứa con trai Sparta mới được miễn gia nhập Agoge, tuy nhiên họ được phép tham gia nếu muốn vì điều này sẽ giúp gia tăng uy tín khi lên ngôi.

## Vua trong truyền thuyết
Người Hy Lạp cổ đại đặt tên nam trước cha của họ, tạo ra một cái tên theo tên cha bằng cách gắn thêm hậu tố -id-; lấy ví dụ, con trai của Atreus là Atreid. Trong trường hợp hoàng gia thì tên cha được hình thành từ người sáng lập hoặc là một con số đáng kể đầu trở thành tuổi của triều đại. Một gia đình cầm quyền có thể theo cách này có một số tên triều đại; ví dụ, Agis I đặt tên là Agiad, nhưng ông là một Heraclid và do đó là con cháu của vị anh hùng này.
Trong trường hợp gốc gác không được biết đến hoặc thiếu sót để biết người Hy Lạp thực hiện một vài giả định tiêu chuẩn dựa trên hệ tư tưởng văn hóa của họ. Một người được coi là một bộ lạc, cho là có nguồn gốc từ một tổ tiên mang tên đó. Ông ta phải là một vị vua sáng lập một triều đại dựa theo tên mình. Sự thần thoại hóa được mở rộng ngay cả việc đặt tên. Họ cho là đã được đặt tên dựa theo các vị vua và thần thánh. Nhà vua thường trở thành các vị thần trong tôn giáo của họ.

### Lelegid
Dòng dõi này là hậu duệ của Lelex, tổ tiên của Leleges, một bộ lạc Pelasgia sống ở thung lũng Eurotas trước cả người Hy Lạp, mà theo nguồn gốc thần thoại đã hợp nhất với người Hy Lạp.
| Năm             | Lelegid | Thông tin đáng chú ý khác                                         |
| --------------- | ------- | ----------------------------------------------------------------- |
| khoảng 1600 TCN | Lelex   | Con trai của Poseidon hoặc Helios và cũng có thể là người bản địa |
| khoảng 1575 TCN | Myles   | Con trai của Lelex                                                |
| khoảng 1550 TCN | Eurotas | Con trai của Myles, cha của Sparta                                |

### Lacedaemonid
Dòng dõi Lacedaemon bao gồm cả người Hy Lạp từ thời đại huyền thoại, giờ được coi như là thời đại đồ đồng ở Hy Lạp. Trong ngôn ngữ gốc thần thoại, vương quyền từ thời Leleges chuyển qua người Hy Lạp.
| Năm | Lacedaemonid | Thông tin đáng chú ý khác                                   |
| --- | ------------ | ----------------------------------------------------------- |
| ?   | Lacedaemon   | Con trai của Zeus, chồng của Sparta                         |
| ?   | Amyklas      | Con trai của Lacedaemon. Ông là người lập nên thành Amyklai |
| ?   | Argalos      | Con trai của Amyklas                                        |
| ?   | Kynortas     | Con trai của Amyklas                                        |
| ?   | Perieres     | Con trai của Kynortas                                       |
| ?   | Oibalos      | Con trai của Kynortas                                       |
| ?   | Tyndareos    | (Triều đại đầu tiên); Con trai của Oibalos và cha của Helen |
| ?   | Hippocoon    | Con trai của Oibalos và là em trai của Tyndareos            |
| ?   | Tyndareos    | (Triều đại thứ hai)                                         |

Niên đại (chỉ có "?") chưa được xác định

### Atreid
Atreidai (Latin: Atreidae) thuộc thời kỳ đồ đồng, hoặc thời kỳ Mycenae. Trong thần thoại họ thuộc giống người Perseides. Như cái tên của Atreus được chứng thực trong các tài liệu cổ của Hittite, triều đại này cũng có thể là thời kỳ nguyên thủy trong lịch sử. 
| Năm             | Atreid    | Thông tin đáng chú ý khác                           |
| --------------- | --------- | --------------------------------------------------- |
| khoảng 1250 TCN | Menelaus  | Con trai của Atreus và là chồng của Helen           |
| khoảng 1150 TCN | Orestes   | Con trai của Agamemnon và là cháu trai của Menelaus |
| ?               | Tisamenos | Con trai của Orestes                                |
| khoảng 1100 TCN | Dion      | Chồng của Amphithea, con gái của Pronax             |

Niên đại (chỉ có "?") chưa được xác định

## Heraclid
Các vị vua Sparta như Heracleidae đã tuyên bố mình thuộc dòng dõi Hercules, mà mẹ ông lại là hậu duệ của Perseus. Không được phép đến Peloponnesus, ông đã lao vào sống một đời phiêu bạt. Họ có uy thế tại thung lũng Eurotas với người Doria mà ít nhất là trong truyền thuyết, đã tiến vào trong một cuộc xâm lược gọi là sự trở lại của Heracleidae; đánh đuổi dòng tộc Atreid và ít nhất một số dân cư Mycenae.
| Năm | Heraclid             | Thông tin đáng chú ý khác                                                                                               |
| --- | -------------------- | --- |
| ?   | Aristodemos          | Con trai của Aristomachos và là chồng của Argeia                                                                        |
| ?   | Theras (nhiếp chính) | Con trai của Autesion và là em vợ Argeia của Aristodemos; nắm quyền nhiếp chính cho bầy cháu là Eurysthenes và Procles. |

Niên đại (chỉ có "?") chưa được xác định

### Nhà Agis
Triều đại này được đặt theo tên của vị vua thứ hai là Agis.
| Năm                  | Agis            | Thông tin đáng chú ý khác                                                                      |
| -------------------- | --------------- | ---------------------------------------------------------------------------------------------- |
| khoảng 930 TCN       | Eurysthenes     | Sự trở về của Heracleidae                                                                      |
| khoảng 930 – 900 TCN | Agis I          | Nô dịch hóa người Helot                                                                        |
| khoảng 900 – 870 TCN | Echestratos     | Trục xuất người Cynurias giành lại quyền bính.                                                 |
| khoảng 870 – 840 TCN | Labotas         |                                                                                                |
| khoảng 840 – 820 TCN | Doryssos        |                                                                                                |
| khoảng 820 – 790 TCN | Agesilaos I     |                                                                                                |
| khoảng 760 – 758 TCN | Teleclos        | Bị người Messenia giết                                                                         |
| khoảng 758 – 741 TCN | Alcamenes       | Chiến tranh Messenia lần thứ nhất bắt đầu                                                      |
| khoảng 741 – 665 TCN | Polydoros       | Chiến tranh Messenia thứ hai bắt đầu; Bị chính Chấp chính quan Athena là Polemarchos giết chết |
| khoảng 665 – 640 TCN | Eurycrates      |                                                                                                |
| khoảng 640 – 615 TCN | Anaxander       |                                                                                                |
| khoảng 615 – 590 TCN | Eurycratides    |                                                                                                |
| khoảng 590 – 560 TCN | Leon            |                                                                                                |
| khoảng 560 – 520 TCN | Anaxandridas II | Trận những Gông cùm                                                                            |
| khoảng 520 – 490 TCN | Cleomenes I     | Chiến tranh Hy Lạp-Ba Tư bắt đầu                                                               |
| khoảng 490 – 480 TCN | Leonidas I      | Trận Thermopylae                                                                               |
| khoảng 480 – 459 TCN | Pleistarchos    | Chiến tranh Peloponnesus lần thứ nhất bắt đầu                                                  |
| khoảng 459 – 409 TCN | Pleistoanax     | Chiến tranh Peloponnesus lần thứ hai bắt đầu                                                   |
| khoảng 409 – 395 TCN | Pausanias       | Giúp khôi phục nền dân chủ ở Athena; quyền bá chủ Sparta                                       |
| khoảng 395 – 380 TCN | Agesipolis I    | Chiến tranh Corinth bắt đầu                                                                    |
| khoảng 380 – 371 TCN | Cleombrotos I   |                                                                                                |
| khoảng 371 – 369 TCN | Agesipolis II   |                                                                                                |
| khoảng 369 – 309 TCN | Cleomenes II    | Chiến tranh Thần thánh lần thứ ba bắt đầu                                                      |
| khoảng 309 – 265 TCN | Areos I         | Thiệt mạng trong cuộc chiến chống lại Aristodemos, bạo chúa Megalopolis                        |
| khoảng 265 – 262 TCN | Acrotatos II    |                                                                                                |
| khoảng 262 – 254 BC  | Areos II        |                                                                                                |
| khoảng 254 – 242 TCN | Leonidas II     | Một thời gian ngắn bị lật đổ trong khi lưu vong để tránh xét xử                                |
| khoảng 242 – 241 TCN | Cleombrotos II  |                                                                                                |
| khoảng 241 – 235 TCN | Leonidas II     |                                                                                                |
| khoảng 235 – 222 TCN | Cleomenes III   |                                                                                                |

### Nhà Eurypon
Triều đại này được đặt theo tên của vị vua thứ ba Eurypon. Danh sách không có Lycurgus, nhà lập pháp, một người con út của Eurypon, giữ vai trò nhiếp chính trong thời gian ngắn cho ấu vương Charilaus (780–750 BC) hay cho Labotas (870–840 BC) thuộc dòng Agis.
| Năm                  | Eurypon        | Thông tin đáng chú ý khác |
| -------------------- | -------------- | --- |
| khoảng 930 TCN       | Procles        | Sự trở về của Heracleidae |
| khoảng 890 BC        | Soos           | Con trai của Procles và là cha của Eurypon. |
| khoảng 890 – 860 TCN | Eurypon        | |
| khoảng 860 – 830 TCN | Prytanis       | |
| khoảng 830 – 800 TCN | Polydectes     | |
| khoảng 800 – 780 TCN | Eunomos        | |
| khoảng 780 – 750 TCN | Charilaos      | Ấu vương, học trò và là cháu trai của nhà cải cách Sparta Lykourgos; Chiến tranh với người Argives và phá hủy thị trấn biên giới Aegys trong trận Tegea.                                |
| khoảng 750 – 725 TCN | Nicander       | Chiến tranh Messenia lần thứ nhất bắt đầu. |
| khoảng 725 – 675 TCN | Theopompos     | Chiến tranh Messenia lần thứ hai bắt đầu. |
| khoảng 675 – 645 TCN | Anaxandridas I | |
| khoảng 645 – 625 TCN | Zeuxidamos     | |
| khoảng 625 – 600 TCN | Anaxidamos     | |
| khoảng 600 – 575 TCN | Archidamos I   | |
| khoảng 575 – 550 TCN | Agasicles      | Cùng thời với Leonidas I; Kết thúc cuộc Chiến tranh Messenia. |
| khoảng 550 – 515 TCN | Ariston        | Trận những Gông cùm. |
| khoảng 515 – 491 TCN | Demaratos      | Chiến tranh Hy Lạp-Ba Tư bắt đầu. |
| khoảng 491 – 469 TCN | Leotychidas    | |
| khoảng 469 – 427 TCN | Archidamos II  | Chiến tranh Peloponnesus lần thứ nhất; Chiến tranh Peloponnesus lần thứ hai bắt đầu |
| khoảng 427 – 401 TCN | Agis II        | Sparta giành quyền bá chủ; mang quân tấn công Epidaurus, Leuctra, Caryao, Orchomenos và Mantinela; xâm lược Argolis; Hội đồng chiến tranh được thành lập để kiểm tra quyền hạn của ông. |
| khoảng 401 – 360 TCN | Agesilaos II   | Chiến tranh Corinth bắt đầu |
| khoảng 360 – 338 TCN | Archidamos III | Chiến tranh Thần thánh lần thứ ba bắt đầu |
| khoảng 338 – 331 TCN | Agis III       | |
| khoảng 331 – 305 TCN | Eudamidas I    | |
| khoảng 305 – 275 TCN | Archidamos IV  | |
| khoảng 275 – 245 TCN | Eudamidas II   | |
| khoảng 245 – 241 TCN | Agis IV        | |
| khoảng 241 – 228 TCN | Eudamidas III  | |
| khoảng 228 – 227 TCN | Archidamos V   | |
| khoảng 227 – 221 TCN | Eucleidas      | Thực ra là một người thuộc dòng Agis được Cleomenes III đưa lên ngôi nhằm thay thế Archidamos V.                                                                                        |

### Quân chủ cộng hòa
Sau thất bại của Cleomenes III khi chống lại Antigonos III Doson của Macedon và Liên minh Achaea trong trận Sellasia, hệ thống Sparta bắt đầu bị phá vỡ. Sparta trở thành một nước cộng hòa từ năm 221 đến 219 TCN. Chế độ quân chủ song song lại được phục hồi vào năm 219 TCN.
| Năm                  | Quân chủ       | Thông tin đáng chú ý khác                                                   |
| -------------------- | -------------- | --------------------------------------------------------------------------- |
| khoảng 219 – 215 TCN | Agesipolis III | vị vua cuối cùng của nhà Agis, sau bị Lykourgos phế truất                   |
| khoảng 219 – 210 TCN | Lykourgos      |                                                                             |
| khoảng 210 – 206 TCN | Pelops         | Con trai của Lykourgos và là vị vua cuối cùng từ một trong các triều đại cũ |

## Bạo chúa
| Năm                | Bạo chúa   | Thông tin đáng chú ý khác                                                                    |
| ------------------ | ---------- | -------------------------------------------------------------------------------------------- |
| khoảng 210–207 TCN | Machanidas | nhiếp chính cho Pelops                                                                       |
| khoảng 206–192 TCN | Nabis      | nhiếp chính đầu tiên cho Pelops, về sau tiếm vị, tuyên bố gốc gác vua Demaratus dòng Eurypon |
| khoảng 192 TCN     | Laconikos  | vị vua nổi tiếng nhất của Sparta thuộc dòng dõi Heraclid                                     |

Kể từ đây Sparta chính thức bị Liên minh Achaea sáp nhập vào năm 192 TCN.